# ملاباقر
ملاباقر روستایی در دهستان گلیان بخش مرکزی شهرستان شیروان استان خراسان شمالی ایران است.

## جمعیت
بر پایه سرشماری عمومی نفوس و مسکن در سال ۱۳۹۵ جمعیت این مکان ۵۲۰ نفر (۱۷۶خانوار) بوده‌است.

## زبان
مردم این روستا دو زبانه(کردی-فارسی) هستند. زبان غالب و اول بیشتر مردم این روستا زبان کردی(گویش کرمانجی) می باشد و بدلیل همجواری با برخی روستاهای فارس نشین از جمله گلیان، ورگ و مشهد طرقی اکثر مردم به زبان فارسی نیز مسلط می باشند.